# Bruxelles, rendez-vous des nations
Pour plus de détails, voir Fiche technique et Distribution.
Bruxelles, rendez-vous des nations est un film documentaire artistique du réalisateur belge Paul Haesaerts tourné en 1958.

## Synopsis
L'année 1958 est marquée par l'organisation, aux abords de Bruxelles, de la plus grande exposition universelle et internationale qu'ait jamais connue la capitale belge, connue sous le nom d'Expo '58.

## Fiche technique
- Titre : Bruxelles, rendez-vous des nations
- Réalisation : Paul Haesaerts
- Pays :  Belgique
- Genre : Documentaire
- Durée :
- Dates de sortie : 
  -  Belgique : 1958

## Récompense
1958 : Premier film de films consacrés au Tourisme au Troisième festival national du film d'Anvers.